# Aino Taube

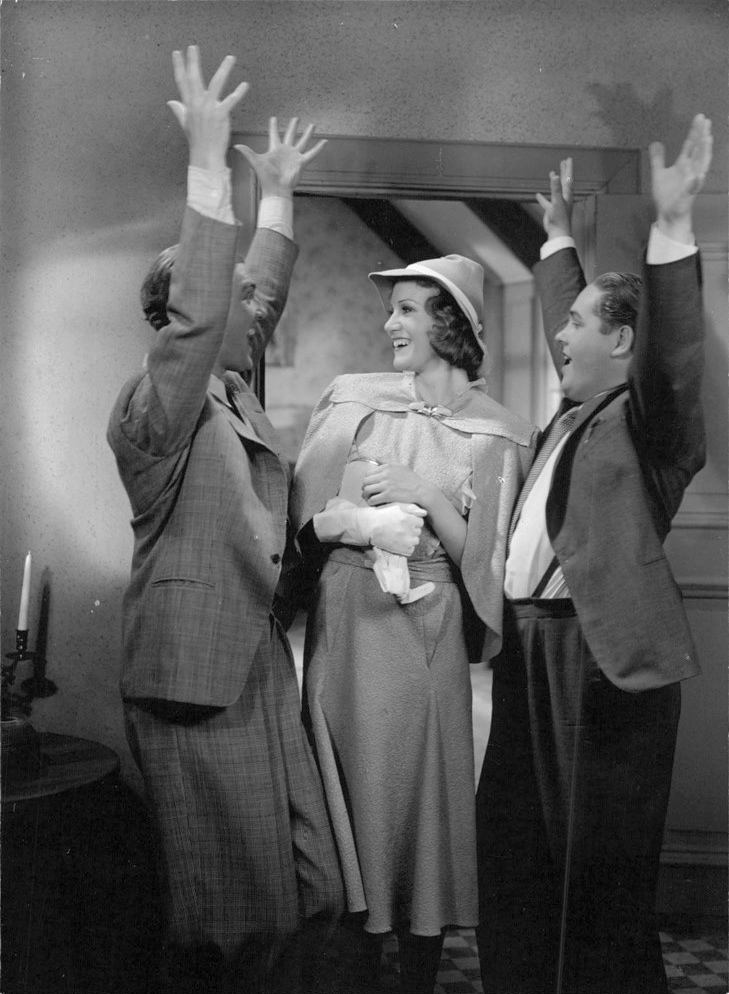
Fram för framgång (1938), con Åke Ohberg (izq.), Aino Taube y Jussi Björling

Aino Taube (11 de julio de 1912 - 3 de junio de 1990) fue una actriz teatral, cinematográfica y televisiva sueca. 

## Biografía

### Inicios
Su nombre completo era Aino Regina Taube, y nació en Espergærde, Dinamarca. Era hija del actor Mathias Taube (primo de Evert Taube) y de la periodista Ella Ekman-Hansen. Sus abuelos fueron Peter Hansen, escritor y director artístico del Teatro Real de Copenhague, y Axel Taube, oficial de aduanas.
Criada en Copenhague y Estocolmo, se formó en la Annaskolan y en la escuela del Teatro Dramaten entre 1930 y 1932. Debutó sobre los escenarios en 1931 en el Skansenteatern con el papel de Elisabeth Westling en la obra de Selma Lagerlöf Dunungen.

### Carrera como actriz y cantante
Aino Taube debutó en el cine en 1931 con la comedia de Ivar Johansson Skepparkärlek. Fue una estrella del cine de los años 1930, convirtiéndose a partir de la siguiente década en una respetada actriz dramática, cinematográfica y televisiva. 
Aino Taube hizo 35 actuaciones cinematográficas. Entre sus películas figuran Fridolf i lejonkulan (1933), Sången om den eldröda blomman (1934), Kvartetten som sprängdes (1936), Sara lär sig folkvett (1937), Konflikt (1937), Fram för framgång (1938), Gubben kommer (1939), Sjöcharmörer (1939), Med livet som insats (1940), Kvinnors väntan (1952) y För min heta ungdoms skull (1952). Casi siempre tuvo papeles protagonistas, y entre sus oponentes masculinos se encontraban los actores Åke Ohberg y Edvin Adolphson y, sobre todo, su esposo, Anders Henrikson. Éste dirigió a Taube en algunas de sus más destacadas actuaciones, como en Alle man på post (1940), Livet går vidare (1941), Tåg 56 (1943) y Åsa-Hanna (1946). Aino Taube trabajó con afamados directores, entre ellos Gustaf Molander, Gustaf Edgren, Per-Axel Branner, Schamyl Bauman y Alf Sjöberg. 
Entre 1958 y 1959 Aino Taube formó parte de la primera compañía teatral de la televisión sueca. Además, actuó en series televisivas como la de Ingmar Bergman Ansikte mot ansikte (1976), Hedebyborna (1978–1980, de Håkan Ersgård), Mor gifter sig (1979, de Per Sjöstrand), o el telefilme Sommarön (1979).
Aino Taube también viajó en gira con John W. Brunius, Hjalmar Lundholm y el Riksteatern. Entre sus otros compromisos se encuentra en que tuvo con el Blancheteatern en 1935 (actuando en revistas de Kar de Mumma, con el Skansenteatern en 1936, el Vasateatern desde finales de los años 1930 a comienzos de los 1950, y el Malmö Stadsteater entre 1953 y 1954. Empezó a actuar en el Dramaten en 1954, trabajando allí de manera permanente desde 1955 hasta 1984. Entre las obras en las cuales actuó figuran El misántropo (1955), Seis personajes en busca de autor (1957), Las troyanas (1960), Kattorna (1961), La gaviota (1961), John Gabriel Borkman (1976) y Erik XIV (1977).

### Vida privada
Taube estuvo casada con el actor y director Anders Henrikson desde 1940 hasta la muerte de él en 1965, y fue madre de los intérpretes Mathias Henrikson y Ella Henrikson (1941–1972), y de Thomas Henrikson (nacido en 1942).
Aino Taube falleció en Estocolmo en el año 1990. Fue enterrada en el Cementerio Norra begravningsplatsen de esa ciudad.

## Filmografía (selección)
- 1931 : Skepparkärlek
- 1932 : En stulen vals
- 1932 : Studenter i Paris
- 1933 : Augustas lilla felsteg
- 1933 : Fridolf i lejonkulan
- 1934 : Luftens vagabond
- 1934 : Sången om den eldröda blomman
- 1934 : Marodörer
- 1935 : Kanske en gentleman
- 1935 : Valborgsmässoafton
- 1936 : Familjen som var en karusell
- 1936 : Raggen - det är jag det
- 1936 : Kvartetten som sprängdes
- 1937 : Sara lär sig folkvett
- 1937 : Konflikt
- 1937 : Laila
- 1938 : Fram för framgång
- 1938 : Herr Husassistenten
- 1939 : Gubben kommer
- 1939 : En enda natt
- 1939 : Sjöcharmörer
- 1940 : Med livet som insats
- 1940 : Alle man på post
- 1941 : Livet går vidare
- 1943 : Tåg 56
- 1945 : Hans Majestät får vänta
- 1945 : Åsa-Hanna
- 1947 : Nyckeln och ringen
- 1952 : Kvinnors väntan
- 1952 : För min heta ungdoms skull
- 1956 : Sista paret ut
- 1957 : Gäst i eget hus
- 1958 : Oh, mein Papa (teatro televisado)
- 1958 : Hemma klockan sju (teatro televisado)
- 1958 : Skandalskolan (teatro televisado)
- 1958 : Avsked (teatro televisado)
- 1958 : Jeppson (teatro televisado)
- 1958 : Påsk (teatro televisado)
- 1959 : Porträtt av jägare (teatro televisado)
- 1959 : En Skugga (teatro televisado)
- 1959 : Rum för ensam dam (teatro televisado)
- 1959 : Den skalliga primadonnan (teatro televisado)
- 1959 : Det var en annan historia (TV)
- 1969 : Fadern
- 1971 : Beröringen
- 1974 : Kvarteret Oron (TV)
- 1976 : Cara a cara
- 1976 : Engeln (TV)
- 1978-1980 : Hedebyborna (TV)
- 1979 : Sommarön (TV)
- 1979 : Mor gifter sig (TV)
- 1987 : Friends

### Teatro
- 1931 : Dunungen, de Selma Lagerlöf, dirección de Gustaf Linden, Skansenteatern[4]
- 1935 : Härmed hava vi nöjet, de Kar de Mumma, Karl-Ewert y Alf Henrikson, dirección de Harry Roeck-Hansen, Blancheteatern[5]
- 1935 : Gatumusikanter, de Paul Schurek, dirección de Sigurd Magnussøn, Blancheteatern[6]
- 1936 : Regina von Emmeritz, de Zacharias Topelius, dirección de Ernst Eklund, Skansens friluftsteater[7]
- 1937 : Doktor Clitterhouse, de Barré Lyndon, dirección de  Gösta Ekman (sénior), Vasateatern[8][9]
- 1937 : Ungdomen kommer med åren, de Seymour Hicks y Ashley Dukes, dirección de Gunnar Tolnæs, Vasateatern
- 1938 : De 2 Thompson, de Serck Rogers, dirección de Martha Lundholm, Vasateatern[10][11]
- 1940 : Eldprovet, de Henri Kistemaeker, dirección de Martha Lundholm, Vasateatern[12][13]
- 1944 : Det var nära ögat, de Thornton Wilder, dirección de  Gunnar Skoglund, Vasateatern[14]
- 1944 : Rebeca, de Daphne du Maurier, dirección de Martha Lundholm, Vasateatern[15]
- 1946 : Patrasket, de Hjalmar Bergman, dirección de Anders Henrikson, Vasateatern[16]
- 1949 : Inte för er, mina damer, de Sacha Guitry, dirección de  Martha Lundholm, Vasateatern[17]
- 1949 : Harvey, de Mary Chase, dirección de Martha Lundholm, Vasateatern[18]
- 1951 : Inte för er, mina damer, de Sacha Guitry, dirección de  Martha Lundholm, Vasateatern
- 1952 : Regn, de John Colton y Clemence Randolph, dirección de Martha Lundholm, Vasateatern[19]
- 1953 : Seis personajes en busca de autor, de Luigi Pirandello, dirección de Ingmar Bergman, Malmö stadsteater[20]
- 1961 : La gaviota, de Antón Chéjov, dirección de Ingmar Bergman, Dramaten[21]
- 1962 : Resan, de Georges Schehadé, dirección de Alf Sjöberg, Dramaten
- 1963 : Sagan, de Hjalmar Bergman, dirección de Ingmar Bergman, Dramaten[22]
- 1964 : Tre knivar från Wei, de  Harry Martinson, dirección de Ingmar Bergman, Dramaten[23]
- 1965 : Madre Coraje y sus hijos, de Bertolt Brecht, dirección de Alf Sjöberg, Dramaten
- 1970 : Brända tomten, de August Strindberg, dirección de Alf Sjöberg, Dramaten
- 1971 : Sol, vad vill du mig?, de Birger Norman, dirección de Ingvar Kjellson, Dramaten
- 1980 : Fysikerna, de Friedrich Dürrenmatt, dirección de Per Sjöstrand, Dramaten